# Sanremo-Festival 2024
Die 74. Ausgabe des Festival della Canzone Italiana di Sanremo fand 2024 vom 6. bis zum 10. Februar im Teatro Ariston in Sanremo statt und wurde von Amadeus moderiert.
Den Wettbewerb gewann Angelina Mango mit dem Lied La noia.

## Organisation

### Ausrichtung, Leitung und Moderation
Das Festival wurde vom öffentlich-rechtlichen Rundfunk Italiens Rai organisiert. Amadeus moderierte das Festival zum fünften Mal in Folge und war gleichzeitig auch wieder künstlerischer Leiter (direttore artistico) der Veranstaltung. Am ersten Abend übernahm Marco Mengoni, der Sieger des Vorjahres, die Komoderation; ihm folgten Giorgia (zweiter Abend), Teresa Mannino (dritter Abend), Lorella Cuccarini (vierter Abend) und Fiorello (fünfter Abend).

### Nebenbühnen
Vor Sanremo traten auf einem Costa-Kreuzfahrtschiff während des Festivals wieder musikalische Gäste auf. Die Auftritte wurden während der Festivalabende gezeigt. Die Gäste waren: Tedua, Bob Sinclar, Bresh und Gigi D’Agostino. Daneben traten auf einer Bühne auf der Piazza Colombo in Sanremo Lazza, Rosa Chemical, Paola & Chiara, Arisa und Tananai auf.

### Pressejury
Die Pressejury (Giuria della Sala Stampa, Tv e Web) bestand aus für das Festival akkreditierten Journalisten aus Presse, Fernsehen und Onlinemedien.

### Radiojury
Die Radiojury (Giuria delle radio) bestand aus Vertretern italienischer Radiosender.

### Vorentscheidung zum Eurovision Song Contest
Wie üblich erhielt der Sieger des Sanremo-Festivals die Möglichkeit, für Italien am Eurovision Song Contest 2024 teilzunehmen. Alle Teilnehmer mussten im Vorfeld angeben, ob sie diese Möglichkeit nutzen wollen. Sollte der Sieger die Teilnahme ablehnen, trifft die Rai eine interne Auswahl, unabhängig vom Sanremo-Festival.

## Teilnehmende Beiträge
Es nahmen 30 Beiträge in einer einheitlichen Kategorie am Wettbewerb teil. Die Vorstellung aller Teilnehmer und der Liedtitel erfolgte im Finale von Sanremo Giovani am 19. Dezember 2023, wobei die drei Bestplatzierten des Wettbewerbs Teil der 30 Teilnehmer wurden. Am 3. Dezember 2023 wurden bereits die ersten 27 Teilnehmer angekündigt.
| Platzierung | Interpret          | Lied                   | Autoren                                                                                                 |
| ----------- | ------------------ | ---------------------- | --- |
| 1           | Angelina Mango     | La noia                | Angelina Mango, Madame, Dardust                                                                         |
| 2           | Geolier            | I p’ me, tu p’ te      | Geolier, Davide Simonetta, Paolo Antonacci, Davide Totaro, Francesco D’Alessio, G. Petito, Michelangelo |
| 3           | Annalisa           | Sinceramente           | Annalisa Scarrone, Davide Simonetta, Paolo Antonacci, Stefano Tognini                                   |
| 4           | Ghali              | Casa mia               | Ghali, Davide Petrella, Michelangelo                                                                    |
| 5           | Irama              | Tu no                  | Irama, Giulio Nenna, Giuseppe Colonnelli, Francesco Monti, Emanuele Mattozzi                            |
| 6           | Mahmood            | Tuta gold              | Mahmood, Jacopo Ettorre, Francesco Catitti                                                              |
| 7           | Loredana Bertè     | Pazza                  | Loredana Bertè, Luca Chiaravalli, Andrea Bonomo, Andrea Pugliese                                        |
| 8           | Il Volo            | Capolavoro             | Edwyn Roberts, Stefano Marletta, M. Tenisci                                                             |
| 9           | Alessandra Amoroso | Fino a qui             | Alessandra Amoroso, Federica Abbate, Jacopo Ettorre, Alessandro Merli, Fabio Clemente                   |
| 10          | Alfa               | Vai!                   | Alfa, Mark Jackson, Ian Brendon Scott                                                                   |
| 11          | Gazzelle           | Tutto qui              | Gazzelle, Federico Nardelli                                                                             |
| 12          | Il Tre             | Fragili                | Il Tre, Giorgio Di Mario, Paolo Zou, Francesco Maria Aprili, Iacopo Sinigaglia                          |
| 13          | Diodato            | Ti muovi               | Diodato                                                                                                 |
| 14          | Emma               | Apnea                  | Emma Marrone, Paolo Antonacci, Julien Boverod, Davide Petrella                                          |
| 15          | Fiorella Mannoia   | Mariposa               | Fiorella Mannoia, Carlo Di Francesco, Mattia Cerri, Cheope, Federica Abbate                             |
| 16          | The Kolors         | Un ragazzo una ragazza | Alex Fiordispino, Davide Petrella, Francesco Catitti                                                    |
| 17          | Mr. Rain           | Due altalene           | Mr. Rain, Lorenzo Vizzini                                                                               |
| 18          | Santi Francesi     | L’amore in bocca       | Santi Francesi                                                                                          |
| 19          | Negramaro          | Ricominciamo tutto     | Giuliano Sangiorgi                                                                                      |
| 20          | Dargen D’Amico     | Onda alta              | Dargen D’Amico, Edwyn Roberts, Gianluigi Fazio, Stefano Marletta, Cheope                                |
| 21          | Ricchi e Poveri    | Ma non tutta la vita   | Edwyn Roberts, Stefano Marletta, Cheope                                                                 |
| 22          | BigMama            | La rabbia non ti basta | BigMama, Ludovica Maria Lazzerini, Enrico Botta, Enrico Brun                                            |
| 23          | Rose Villain       | Click Boom!            | Rose Villain, Andrea Ferrara, Davide Petrella                                                           |
| 24          | Clara              | Diamanti grezzi        | Clara Soccini, Alessandro La Cava, Francesco Catitti                                                    |
| 25          | Renga und Nek      | Pazzo di te            | Francesco Renga, Nek, Diego Mancino, Dardust, Luca Chiaravalli                                          |
| 26          | Maninni            | Spettacolare           | Maninni, Roberto William Guglielmi, Giovanni Pollex, Maria Francesca Xefteris                           |
| 27          | La Sad             | Autodistruttivo        | Matteo Botticini, Francesco Emanuele Clemente, Enrico Fonte, Marco Paganelli, Riccardo Zanotti          |
| 28          | bnkr44             | Governo punk           | D. Caponi, A. Locci, D. Lombardi, P. Serafini, M. Vittiglio, Jacopo Ettorre                             |
| 29          | Sangiovanni        | Finiscimi              | Sangiovanni, Pietro Miano, Federico Vaccari, Andrea Ferrara, Fabio Campedelli                           |
| 30          | Fred De Palma      | Il cielo non ci vuole  | Fred De Palma, Jacopo Ettorre, Julien Boverod                                                           |

## Preise
- Siegerin:  Angelina Mango – La noia
- Kritikerpreis: Loredana Bertè – Pazza
- Pressepreis: Angelina Mango – La noia
- Preis für den besten Text: Fiorella Mannoia – Mariposa
- Preis für die beste Komposition: Angelina Mango – La noia
- Preis für das beste Cover (vierter Abend): Geolier mit Guè, Luchè und Gigi D’Alessio – Strade (Medley)
- Preis für das Lebenswerk: Gaetano Castelli (Bühnenbildner), Pippo Balistreri (Inspizient)

## Abende

### Erster Abend
Am ersten Abend präsentierten alle 30 Teilnehmer ihre Beiträge zum ersten Mal. Darüber stimmte ausschließlich die Pressejury ab.
Komoderator des Abends war der Sänger und Vorjahressieger Marco Mengoni.

#### Auftritte
| Reihenfolge des Auftritts | Interpret          | Lied                   | Abstimmungsergebnisse (Pressejury) |
| ------------------------- | ------------------ | ---------------------- | ---------------------------------- |
| 1                         | Clara              | Diamanti grezzi        | 19.                                |
| 2                         | Sangiovanni        | Finiscimi              | 30.                                |
| 3                         | Fiorella Mannoia   | Mariposa               | 6.                                 |
| 4                         | La Sad             | Autodistruttivo        | 28.                                |
| 5                         | Irama              | Tu no                  | 17.                                |
| 6                         | Ghali              | Casa mia               | 9.                                 |
| 7                         | Negramaro          | Ricominciamo tutto     | 10.                                |
| 8                         | Annalisa           | Sinceramente           | 3.                                 |
| 9                         | Mahmood            | Tuta gold              | 5.                                 |
| 10                        | Diodato            | Ti muovi               | 4.                                 |
| 11                        | Loredana Bertè     | Pazza                  | 1.                                 |
| 12                        | Geolier            | I p’ me, tu p’ te      | 23.                                |
| 13                        | Alessandra Amoroso | Fino a qui             | 15.                                |
| 14                        | The Kolors         | Un ragazzo una ragazza | 7.                                 |
| 15                        | Angelina Mango     | La noia                | 2.                                 |
| 16                        | Il Volo            | Capolavoro             | 13.                                |
| 17                        | BigMama            | La rabbia non ti basta | 16.                                |
| 18                        | Ricchi e Poveri    | Ma non tutta la vita   | 12.                                |
| 19                        | Emma               | Apnea                  | 8.                                 |
| 20                        | Renga und Nek      | Pazzo di te            | 25.                                |
| 21                        | Mr. Rain           | Due altalene           | 24.                                |
| 22                        | bnkr44             | Governo punk           | 28.                                |
| 23                        | Gazzelle           | Tutto qui              | 14.                                |
| 24                        | Dargen D’Amico     | Onda alta              | 10.                                |
| 25                        | Rose Villain       | Click Boom!            | 20.                                |
| 26                        | Santi Francesi     | L’amore in bocca       | 18.                                |
| 27                        | Fred De Palma      | Il cielo non ci vuole  | 27.                                |
| 28                        | Maninni            | Spettacolare           | 21.                                |
| 29                        | Alfa               | Vai!                   | 22.                                |
| 30                        | Il Tre             | Fragili                | 26.                                |

#### Gäste
- Federica Brignone (Skirennläuferin)

### Zweiter Abend
Am zweiten Abend stellten 15 Teilnehmer ihre Beiträge zum zweiten Mal vor. Die Teilnehmer, die an diesem Abend nicht auftraten, moderierten die Beiträge an. Abgestimmt wurde sowohl von der Radiojury als auch den Zuschauern, wobei beide je 50 % des Endergebnisses bestimmten.
Komoderatorin des Abends war die Sängerin Giorgia.

#### Auftritte
| Reihenfolge des Auftritts | Interpret      | Lied                   | Abstimmungsergebnisse | Abstimmungsergebnisse | Abstimmungsergebnisse |
| Reihenfolge des Auftritts | Interpret      | Lied                   | Radiojury (50 %)      | Televoting (50 %)     | Insgesamt             |
| ------------------------- | -------------- | ---------------------- | --------------------- | --------------------- | --------------------- |
| 1                         | Fred De Palma  | Il cielo non ci vuole  | 15.                   | 0,5 %                 | 15.                   |
| 2                         | Renga und Nek  | Pazzo di te            | 14.                   | 1,4 %                 | 14.                   |
| 3                         | Alfa           | Vai!                   | 7.                    | 2 %                   | 11.                   |
| 4                         | Dargen D’Amico | Onda alta              | 11.                   | 2,2 %                 | 10.                   |
| 5                         | Il Volo        | Capolavoro             | 13.                   | 5 %                   | 7.                    |
| 6                         | Gazzelle       | Tutto qui              | 12.                   | 4,2 %                 | 8.                    |
| 7                         | Emma           | Apnea                  | 4.                    | 3,4 %                 | 6.                    |
| 8                         | Mahmood        | Tuta gold              | 5.                    | 4 %                   | 5.                    |
| 9                         | BigMama        | La rabbia non ti basta | 9.                    | 1,1 %                 | 13.                   |
| 10                        | The Kolors     | Un ragazzo una ragazza | 2.                    | 1,2 %                 | 9.                    |
| 11                        | Geolier        | I p’ me, tu p’ te      | 8.                    | 56,5 %                | 1.                    |
| 12                        | Loredana Bertè | Pazza                  | 3.                    | 3,6 %                 | 4.                    |
| 13                        | Annalisa       | Sinceramente           | 1.                    | 5,9 %                 | 3.                    |
| 14                        | Irama          | Tu no                  | 6.                    | 7,7 %                 | 2.                    |
| 15                        | Clara          | Diamanti grezzi        | 10.                   | 1,3 %                 | 12.                   |

#### Gäste
- Giovanni Allevi (Musiker)
- Mirko Casadei mit dem Orchestra Santa Balera (Musikgruppe)
- John Travolta (Schauspieler und Musiker)
- Schauspielensemble der Fernsehserie Mare Fuori – Zelle mit Aussicht
- Leo Gassmann (Schauspieler und Sänger)

### Dritter Abend
Am dritten Abend stellten die verbliebenen 15 Teilnehmer ihre Beiträge zum zweiten Mal vor. Wieder moderierten die Teilnehmer, die an diesem Abend nicht auftraten, die Beiträge an. Abgestimmt wurde sowohl von der Radiojury als auch den Zuschauern, wobei beide je 50 % des Endergebnisses bestimmten.
Komoderatorin des Abends war die Komikerin Teresa Mannino.

#### Auftritte
| Reihenfolge des Auftritts | Interpret          | Lied                 | Abstimmungsergebnisse | Abstimmungsergebnisse | Abstimmungsergebnisse |
| Reihenfolge des Auftritts | Interpret          | Lied                 | Radiojury (50 %)      | Televoting (50 %)     | Insgesamt             |
| ------------------------- | ------------------ | -------------------- | --------------------- | --------------------- | --------------------- |
| 1                         | Il Tre             | Fragili              | 13.                   | 12,8 %                | 4.                    |
| 2                         | Maninni            | Spettacolare         | 11.                   | 1,8 %                 | 15.                   |
| 3                         | bnkr44             | Governo punk         | 14.                   | 3,4 %                 | 13.                   |
| 4                         | Santi Francesi     | L’amore in bocca     | 10.                   | 2,7 %                 | 12.                   |
| 5                         | Mr. Rain           | Due altalene         | 8.                    | 8,7 %                 | 5.                    |
| 6                         | Rose Villain       | Click boom!          | 9.                    | 4,7 %                 | 8.                    |
| 7                         | Alessandra Amoroso | Fino a qui           | 6.                    | 12,6 %                | 3.                    |
| 8                         | Ricchi e Poveri    | Ma non tutta la vita | 7.                    | 2,7 %                 | 11.                   |
| 9                         | Angelina Mango     | La noia              | 1.                    | 15,5 %                | 1.                    |
| 10                        | Diodato            | Ti muovi             | 2.                    | 5,2 %                 | 6.                    |
| 11                        | Ghali              | Casa mia             | 4.                    | 13,2 %                | 2.                    |
| 12                        | Negramaro          | Ricominciamo tutto   | 3.                    | 3,6 %                 | 9.                    |
| 13                        | Fiorella Mannoia   | Mariposa             | 5.                    | 5 %                   | 7.                    |
| 14                        | Sangiovanni        | Finiscimi            | 12.                   | 2,2 %                 | 14.                   |
| 15                        | La Sad             | Autodistruttivo      | 15.                   | 5,6 %                 | 10.                   |

#### Gäste
- Eros Ramazzotti (Sänger)
- Paolo Jannacci (Musiker) und Stefano Massini (Autor)
- Russell Crowe (Schauspieler und Musiker)
- Sabrina Ferilli (Schauspielerin)
- Edoardo Leo (Schauspieler)

### Vierter Abend
Am vierten Abend stellten alle Teilnehmer gemeinsam mit einem Gastsänger eine Coverversion eines italienischen oder internationalen Lieds vor. Bewertet wurden die Auftritte von der Pressejury, der Radiojury und den Zuschauern, wobei die Zuschauer 34 %, Presse- und Radiojury je 33 % des Gesamtergebnisses ausmachten.
Komoderatorin war die Fernsehmoderatorin Lorella Cuccarini.

#### Auftritte
| Reihenfolge des Auftritts | Interpret mit Duettpartner                                                     | Lied (Originalinterpret)                                                       | Abstimmungsergebnisse | Abstimmungsergebnisse | Abstimmungsergebnisse | Abstimmungsergebnisse |
| Reihenfolge des Auftritts | Interpret mit Duettpartner                                                     | Lied (Originalinterpret)                                                       | Pressejury (33 %)     | Radiojury (33 %)      | Televoting (34 %)     | Insgesamt             |
| ------------------------- | ------------------------------------------------------------------------------ | ------------------------------------------------------------------------------ | --------------------- | --------------------- | --------------------- | --------------------- |
| 1                         | Sangiovanni mit Aitana                                                         | Farfalle / Mariposas (Sangiovanni und Aitana)                                  | 30.                   | 28.                   | 0,8 %                 | 30.                   |
| 2                         | Annalisa mit La Rappresentante di Lista und dem Artemia-Chor                   | Sweet Dreams (Are Made of This) (Eurythmics)                                   | 2.                    | 2.                    | 5,4 %                 | 3.                    |
| 3                         | Rose Villain mit Gianna Nannini                                                | Medley (Gianna Nannini)                                                        | 26.                   | 27.                   | 0,6 %                 | 27.                   |
| 4                         | Gazzelle mit Fulminacci                                                        | Notte prima degli esami (Antonello Venditti)                                   | 15.                   | 19.                   | 2,0 %                 | 11.                   |
| 5                         | The Kolors mit Umberto Tozzi                                                   | Medley (Umberto Tozzi)                                                         | 9.                    | 7.                    | 1,1 %                 | 12.                   |
| 6                         | Alfa mit Roberto Vecchioni                                                     | Sogna ragazzo sogna (Roberto Vecchioni)                                        | 4.                    | 3.                    | 4,7 %                 | 5.                    |
| 7                         | Bnkr44 mit Pino D’Angiò                                                        | Ma quale idea (Pino D’Angiò)                                                   | 24.                   | 24.                   | 0,9 %                 | 23.                   |
| 8                         | Irama mit Riccardo Cocciante                                                   | Quando finisce un amore (Riccardo Cocciante)                                   | 10.                   | 8.                    | 5,0 %                 | 6.                    |
| 9                         | Fiorella Mannoia mit Francesco Gabbani                                         | Che sia benedetta (Fiorella Mannoia) / Occidentali’s Karma (Francesco Gabbani) | 8.                    | 16.                   | 1,4 %                 | 13.                   |
| 10                        | Santi Francesi mit Skin                                                        | Hallelujah (Leonard Cohen)                                                     | 3.                    | 5.                    | 2,4 %                 | 8.                    |
| 11                        | Ricchi e Poveri mit Paola & Chiara                                             | Sarà perché ti amo / Mamma Maria (Ricchi e Poveri)                             | 11.                   | 11.                   | 0,8 %                 | 17.                   |
| 12                        | Ghali mit Ratchopper                                                           | Italiano vero (Medley)                                                         | 7.                    | 12.                   | 5,6 %                 | 4.                    |
| 13                        | Clara mit Ivana Spagna und dem Coro di voci bianche des Teatro Regio di Torino | Il cerchio della vita (Ivana Spagna)                                           | 17.                   | 21.                   | 0,7 %                 | 22.                   |
| 14                        | Loredana Bertè mit Venerus                                                     | Ragazzo mio (Luigi Tenco)                                                      | 13.                   | 22.                   | 1,2 %                 | 18.                   |
| 15                        | Geolier mit Guè, Gigi D’Alessio und Luchè                                      | Strade (Medley)                                                                | 28.                   | 26.                   | 43,3 %                | 1.                    |
| 16                        | Angelina Mango mit Streichquartett des Orchestra di Roma                       | La rondine (Mango)                                                             | 1.                    | 1.                    | 8,4 %                 | 2.                    |
| 17                        | Alessandra Amoroso mit Boomdabash                                              | Medley                                                                         | 18.                   | 18.                   | 2,3 %                 | 10.                   |
| 18                        | Dargen D’Amico mit BabelNova Orchestra                                         | Tribut für Ennio Morricone                                                     | 25.                   | 29.                   | 0,4 %                 | 29.                   |
| 19                        | Mahmood mit Tenores di Bitti                                                   | Come è profondo il mare (Lucio Dalla)                                          | 6.                    | 4.                    | 3,4 %                 | 7.                    |
| 20                        | Mr. Rain mit Gemelli DiVersi                                                   | Mary (Gemelli DiVersi)                                                         | 20.                   | 13.                   | 1,4 %                 | 15.                   |
| 21                        | Negramaro mit Malika Ayane                                                     | La canzone del sole (Lucio Battisti)                                           | 16.                   | 10.                   | 0,5 %                 | 21.                   |
| 22                        | Emma mit Bresh                                                                 | Medley (Tiziano Ferro)                                                         | 22.                   | 14.                   | 1,1 %                 | 19.                   |
| 23                        | Il Volo mit Stef Burns                                                         | Who Wants to Live Forever (Queen)                                              | 12.                   | 9.                    | 1,7 %                 | 9.                    |
| 24                        | Diodato mit Jack Savoretti                                                     | Amore che vieni, amore che vai (Fabrizio De André)                             | 5.                    | 6.                    | 0,7 %                 | 14.                   |
| 25                        | La Sad mit Donatella Rettore                                                   | Lamette (Donatella Rettore)                                                    | 29.                   | 30.                   | 0,7 %                 | 28.                   |
| 26                        | Il Tre mit Fabrizio Moro                                                       | Medley (Fabrizio Moro)                                                         | 26.                   | 25.                   | 2,2 %                 | 16.                   |
| 27                        | BigMama mit Gaia, La Niña und Sissi                                            | Lady Marmalade (Christina Aguilera, Lil’ Kim, Mýa und Pink)                    | 14.                   | 15.                   | 0,6 %                 | 20.                   |
| 28                        | Maninni mit Ermal Meta                                                         | Non mi avete fatto niente (Ermal Meta und Fabrizio Moro)                       | 21.                   | 20.                   | 0,2 %                 | 25.                   |
| 29                        | Fred De Palma mit Eiffel 65                                                    | Medley (Eiffel 65)                                                             | 23.                   | 23.                   | 0,2 %                 | 26.                   |
| 30                        | Renga und Nek                                                                  | Medley (Francesco Renga und Nek)                                               | 19.                   | 17.                   | 0,4 %                 | 24.                   |

#### Gäste
- Albert II. (Fürst von Monaco)
- Pecco Bagnaia (Motorradrennfahrer)
- Margherita Buy und Elena Sofia Ricci (Schauspielerinnen)
- Jalisse (Sänger)

### Fünfter Abend
Im Finale am fünften Abend traten erneut alle Teilnehmer mit ihren Beiträgen auf. Es erfolgte eine Abstimmung durch die Zuschauer, deren Ergebnis mit der Gesamtwertung der vier vorherigen Abende zusammengefügt wurde. Die fünf bestplatzierten Teilnehmer gelangten in die Endrunde. Über die Top 5 wurde erneut von den Zuschauern und den beiden Jurys abgestimmt, wobei die Zuschauer 34 % und Presse- und Radiojury je 33 % des Gesamtergebnisses ausmachten.
Komoderator des Abends war der Komiker Fiorello.

#### Auftritte
| Reihenfolge des Auftritts | Interpret          | Lied                   | Abstimmungsergebnisse | Abstimmungsergebnisse | Abstimmungsergebnisse | Abstimmungsergebnisse | Abstimmungsergebnisse |
| Reihenfolge des Auftritts | Interpret          | Lied                   | 1. Abend              | 2./3. Abend           | 4. Abend              | 5. Abend (Televoting) | Insgesamt             |
| ------------------------- | ------------------ | ---------------------- | --------------------- | --------------------- | --------------------- | --------------------- | --------------------- |
| 1                         | Renga und Nek      | Pazzo di te            | 25.                   | 26.                   | 24.                   | 0,7 %                 | 25.                   |
| 2                         | BigMama            | La rabbia non ti basta | 16.                   | 25.                   | 20.                   | 0,5 %                 | 22.                   |
| 3                         | Gazzelle           | Tutto qui              | 14.                   | 13.                   | 11.                   | 1,3 %                 | 11.                   |
| 4                         | Dargen D’Amico     | Onda alta              | 10.                   | 19.                   | 29.                   | 0,9 %                 | 20.                   |
| 5                         | Il Volo            | Capolavoro             | 13.                   | 10.                   | 9.                    | 2,6 %                 | 8.                    |
| 6                         | Loredana Bertè     | Pazza                  | 1.                    | 9.                    | 18.                   | 3,2 %                 | 7.                    |
| 7                         | Negramaro          | Ricominciamo tutto     | 10.                   | 16.                   | 21.                   | 0,6 %                 | 19.                   |
| 8                         | Mahmood            | Tuta gold              | 5.                    | 8.                    | 7.                    | 4,9 %                 | 6.                    |
| 9                         | Santi Francesi     | L’amore in bocca       | 18.                   | 24.                   | 8.                    | 0,5 %                 | 18.                   |
| 10                        | Diodato            | Ti muovi               | 4.                    | 14.                   | 14.                   | 0,7 %                 | 13.                   |
| 11                        | Fiorella Mannoia   | Mariposa               | 6.                    | 15.                   | 13.                   | 0,7 %                 | 15.                   |
| 12                        | Alessandra Amoroso | Fino a qui             | 15.                   | 6.                    | 10.                   | 1,3 %                 | 9.                    |
| 13                        | Alfa               | Vai!                   | 22.                   | 20.                   | 5.                    | 1,1 %                 | 10.                   |
| 14                        | Irama              | Tu no                  | 17.                   | 3.                    | 6.                    | 4,6 %                 | 5.                    |
| 15                        | Ghali              | Casa mia               | 9.                    | 4.                    | 4.                    | 5,8 %                 | 4.                    |
| 16                        | Annalisa           | Sinceramente           | 3.                    | 5.                    | 3.                    | 6,0 %                 | 3.                    |
| 17                        | Angelina Mango     | La noia                | 2.                    | 2.                    | 2.                    | 14,2 %                | 2.                    |
| 18                        | Geolier            | I p’ me, tu p’ te      | 23.                   | 1.                    | 1.                    | 44,8 %                | 1.                    |
| 19                        | Emma               | Apnea                  | 8.                    | 12.                   | 19.                   | 0,8 %                 | 14.                   |
| 20                        | Il Tre             | Fragili                | 26.                   | 7.                    | 16.                   | 1,6 %                 | 12.                   |
| 21                        | Ricchi e Poveri    | Ma non tutta la vita   | 12.                   | 22.                   | 17.                   | 0,3 %                 | 21.                   |
| 22                        | The Kolors         | Un ragazzo una ragazza | 7.                    | 17.                   | 12.                   | 0,4 %                 | 16.                   |
| 23                        | Maninni            | Spettacolare           | 21.                   | 29.                   | 25.                   | 0,1 %                 | 26.                   |
| 24                        | La Sad             | Autodistruttivo        | 28.                   | 21.                   | 28.                   | 0,4 %                 | 27.                   |
| 25                        | Mr. Rain           | Due altalene           | 24.                   | 11.                   | 15.                   | 0,7 %                 | 17.                   |
| 26                        | Fred De Palma      | Il cielo non ci vuole  | 27.                   | 30.                   | 26.                   | 0,1 %                 | 30.                   |
| 27                        | Sangiovanni        | Finiscimi              | 30.                   | 28.                   | 30.                   | 0,3 %                 | 29.                   |
| 28                        | Clara              | Diamanti grezzi        | 19.                   | 23.                   | 22.                   | 0,3 %                 | 24.                   |
| 29                        | bnkr44             | Governo punk           | 28.                   | 27.                   | 23.                   | 0,2 %                 | 28.                   |
| 30                        | Rose Villain       | Click boom!            | 20.                   | 18.                   | 27.                   | 0,3 %                 | 23.                   |

| Interpret      | Lied              | Abstimmungsergebnisse | Abstimmungsergebnisse | Abstimmungsergebnisse | Abstimmungsergebnisse |
| Interpret      | Lied              | Radiojury (33 %)      | Pressejury (33 %)     | Televoting (34 %)     | Insgesamt             |
| -------------- | ----------------- | --------------------- | --------------------- | --------------------- | --------------------- |
| Angelina Mango | La noia           | 1.                    | 1.                    | 16,1 %                | 40,3 %                |
| Geolier        | I p’ me, tu p’ te | 5.                    | 4.                    | 60 %                  | 25,2 %                |
| Annalisa       | Sinceramente      | 2.                    | 2.                    | 8 %                   | 17,1 %                |
| Ghali          | Casa mia          | 3.                    | 3.                    | 8,3 %                 | 10,5 %                |
| Irama          | Tu no             | 4.                    | 5.                    | 7,5 %                 | 6,9 %                 |

#### Gäste
- Musikkapelle des italienischen Heers
- Roberto Bolle (Tänzer)
- Gigliola Cinquetti (Sängerin)
- Luca Argentero (Schauspieler)
- Lazza (Rapper)

## Einschaltquoten
| Ausstrahlung     | Durchschnitt | Durchschnitt |
| Ausstrahlung     | Zuschauer    | Quoten       |
| ---------------- | ------------ | ------------ |
| 6. Februar 2024  | 10.801.000   | 65,59 %      |
| 7. Februar 2024  | 10.166.500   | 61,92 %      |
| 8. Februar 2024  | 10.001.000   | 60,10 %      |
| 9. Februar 2024  | 11.893.000   | 67,80 %      |
| 10. Februar 2024 | 14.301.000   | 74,10 %      |
| Durchschnitt     | 11.423.400   | 65,44 %      |

## Belege
1. ↑  Sanremo 2024, le co-conduttrici: Giorgia, Lorella Cuccarini e Teresa Mannino al fianco di Amadeus. Per la finale il ritorno di Fiorello. In: Repubblica.it. 29. November 2023, abgerufen am 6. Januar 2024 (italienisch).
2. ↑  Massimiliano Longo: Tutti gli autori dei brani in gara al Festival di Sanremo 2024 da Madame a Riccardo Zanotti. In: All Music Italia. 4. Januar 2024, abgerufen am 6. Januar 2024 (italienisch).
3. ↑  Gianni Sibilla: Festival di Sanremo con la cassa dritta: l’ascolto delle canzoni. In: Rockol.it. 15. Januar 2024, abgerufen am 15. Januar 2024 (italienisch).
4. 1 2 3 4 5 6  Sanremo 2024 – I risultati delle votazioni. (PDF; 1,4 MB) Rai, 11. Februar 2024, abgerufen am 11. Februar 2024 (italienisch).
5. ↑  Giorgia Iovane: Ascolti tv martedì 6 febbraio 2024: Prima Serata di Sanremo 2024. In: TvBlog. 7. Februar 2024, abgerufen am 7. Februar 2024 (italienisch).
6. ↑  Ascolti tv mercoledì 7 febbraio 2024. In: TvBlog. 8. Februar 2024, abgerufen am 8. Februar 2024 (italienisch).
7. ↑  Marco Salaris: Il Fenomeno Sanremo: 60.1% di share e ascolti tv da capogiro per la terza serata! In: TvBlog. 9. Februar 2024, abgerufen am 9. Februar 2024 (italienisch).
8. ↑  Giorgia Iovane: Ascolti tv venerdì 9 febbraio 2024. In: TvBlog. 10. Februar 2024, abgerufen am 10. Februar 2024 (italienisch).
9. ↑  Ascolti tv sabato 10 febbraio 2024. In: TvBlog. 11. Februar 2024, abgerufen am 11. Februar 2024 (italienisch).